# 米氏新海鯰
米氏新海鯰為輻鰭魚綱鯰形目海鯰科的其中一種，分布於澳洲北部淡水、半鹹水水域，體長可達140公分，棲息在河川、湖泊、沼澤或河口區，屬肉食性，以甲殼類、昆蟲、魚類等為食。

## 擴展閱讀
維基物種上的相關：米氏新海鯰